# Onythes
Onythes é um gênero de traça pertencente à família Arctiidae.